# Cajamarca (geslacht)
Cajacmarca is een geslacht van hooiwagens uit de familie Gonyleptidae.
De wetenschappelijke naam Cajacaybia is voor het eerst geldig gepubliceerd door Roewer in 1957. 

## Soorten
Cajamarca omvat de volgende 5 soorten:
- Cajamarca affinis
- Cajamarca bambamarca
- Cajamarca triseriata
- Cajamarca uniseriata
- Cajamarca weyrauchi